# Canada aux Jeux olympiques d'été de 1988
L'équipe du Canada olympique a remporté 10 médailles (3 en or, 2 en argent et 5 en bronze) lors des Jeux olympiques d'été de 1988 à Séoul, se situant à la 19e place des nations au tableau des médailles.
La nageuse Carolyn Waldo est la porte-drapeau d'une délégation canadienne comptant 328 sportifs (223 hommes et 105 femmes).

## Liste des médaillés canadiens

### Médailles d'or
| Sport                 | Discipline          | Sportifs                       | Performance |
| Médailles d'or : 3    |                     |                                |             |
| Boxe                  | Poids super-welters | Lennox Lewis                   |             |
| Natation synchronisée | Solo                | Carolyn Waldo                  | 200,150 pts |
| Natation synchronisée | Duo                 | Michelle Cameron Carolyn Waldo |             |

### Médailles d'argent
| Sport                  | Discipline                    | Sportifs                                           | Performance |
| Médailles d'argent : 2 |                               |                                                    |             |
| Boxe                   | Poids moyens                  | Egerton Marcus                                     |             |
| Natation               | Relais hommes 4x100 m 4 nages | Mark Tewksbury Victor Davis Sandy Goss Tom Ponting |             |

### Médailles de bronze
| Sport                   | Discipline                    | Sportifs                                                | Performance  |
| Médailles de bronze : 5 |                               |                                                         |              |
| Athlétisme              | Décathlon                     | Dave Steen                                              | 8 328 points |
| Boxe                    | Poids super welters           | Raymond Downey                                          |              |
| Équitation              | Dressage par équipe           | Gina Smith Cynthia Ishoy Ashley Nicoll Eva-Maria Pracht |              |
| Natation                | Relais femmes 4x100 m 4 nages | Andrea Nugent Allison Higson Jane Kerr Lori Melien      |              |
| Voile                   | Flying Dutchmen               | Frank McLaughlin John Millen                            |              |

## Engagés canadiens par sport

### Aviron
- Tricia Smith